# Lepidochrysops puncticilia
Lepidochrysops puncticilia är en fjärilsart som beskrevs av Henry Trimen 1883. Lepidochrysops puncticilia ingår i släktet Lepidochrysops och familjen juvelvingar. Inga underarter finns listade i Catalogue of Life.